# Casamento civil
O casamento civil é um contrato entre duas pessoas tradicionalmente com o objectivo de constituir uma família. A definição exata varia historicamente e entre as culturas, mas, até há pouco tempo e na maioria dos países, era uma união socialmente sancionada entre um homem e uma mulher (com ou sem filhos) mediante comunhão de vida e bens. Até ao século XIX, o casamento era visto nas sociedades ocidentais meramente como um acordo comercial entre duas famílias sem que os dois intervenientes tivessem muito voto na matéria. O romantismo veio alterar esta imagem e passou-se então a existir o conceito de casar por amor.
Até ao século XX era comum que o casamento fosse visto como algo indissolúvel (embora pudesse ser anulado), não havendo reconhecimento legal do divórcio. É crescente o número de países que reconhecem, aos casais formados por dois homens ou duas mulheres, o acesso a este direito, inclusive o Brasil, por decisão do Conselho Nacional de Justiça. Existem outros mecanismos legais de protecção da família de forma menos restritiva, como a união de facto. Como contrato, serve e serviu a diversas empreitadas, tais como manter concentração de bens com determinado grupo e empreitadas sentimentais.
Quando se refere à celebração de cerimônia em igreja e ao reconhecimento da união pela comunidade religiosa, é chamado de casamento religioso ou matrimónio. A Igreja Católica não reconhece o divórcio nem casamentos civis realizados posteriormente a este, vedando o acesso à comunhão a quem estiver nesta situação.
As pessoas que se casaram entre si são comumente chamadas de cônjuges, sendo identificados por marido e mulher, ou esposo e esposa.
Juridicamente, a principal influência do casamento é na situação dos bens dos cônjuges, que receberão tratamento diferenciado conforme o regime de bens adotado pelo casal. Independentemente do regime de bens, o casamento civil tem, também, impacto em outras áreas, como a herança, obrigação de apoio e responsabilidades perante filhos.

## Casamento civil no mundo
Existem diversos países em que o casamento civil entre pessoas do mesmo sexo é reconhecido legalmente. Por exemplo, no Canadá, Países Baixos, Bélgica, Brasil, Espanha, África do Sul, Noruega, Suécia, Portugal, Islândia, Argentina, Uruguai, França e Estados Unidos.
Em termos de direito familiar, as relações entre casais (do mesmo sexo ou não) podem, também, ser reguladas por leis diferentes das do casamento civil. Como exemplos destas leis, temos, em França, o PaCS e, em Portugal, a união de facto e economia comum.
Na maioria dos países ocidentais, as regras do casamento civil e religioso são diferentes: o estado define as regras do civil e cada religião define as regras do religioso. Não violando o princípio de separação entre estado e religião, a maioria dos estados tem leis específicas que permitem a validade automática do casamento religioso (normalmente apenas da religião dominante no país) para efeitos civis. Existem outros estados onde o casamento civil (assim como o divórcio) é indissociável do casamento religioso.
Em termos de filhos, segundo dados do Eurostat  referentes a 2003, o casamento civil não é visto na Europa como a única forma de regular uma relação com filhos: a média dos 25 países analisados era de 32% de filhos fora do casamento civil. No topo da tabela, aparecem a Estónia com 58% e a Suécia com 55% de nascimentos fora do casamento civil. Outros países como Finlândia, Reino Unido, Eslovénia, Letónia, França e Dinamarca têm valores entre 40% e 50%, Portugal fica ligeiramente abaixo da média europeia com 29%, enquanto que, no outro extremo, temos Itália com 15%, Grécia com 5% e Chipre com 3%.
De acordo com os mesmos dados, 67% dos lares europeus não têm crianças, incluindo 29% de lares unipessoais, 24% de lares com casais sem filhos e 14% de lares apenas com adultos noutro tipo de relação. Dos lares com crianças, 13% têm apenas um progenitor.

### No Brasil

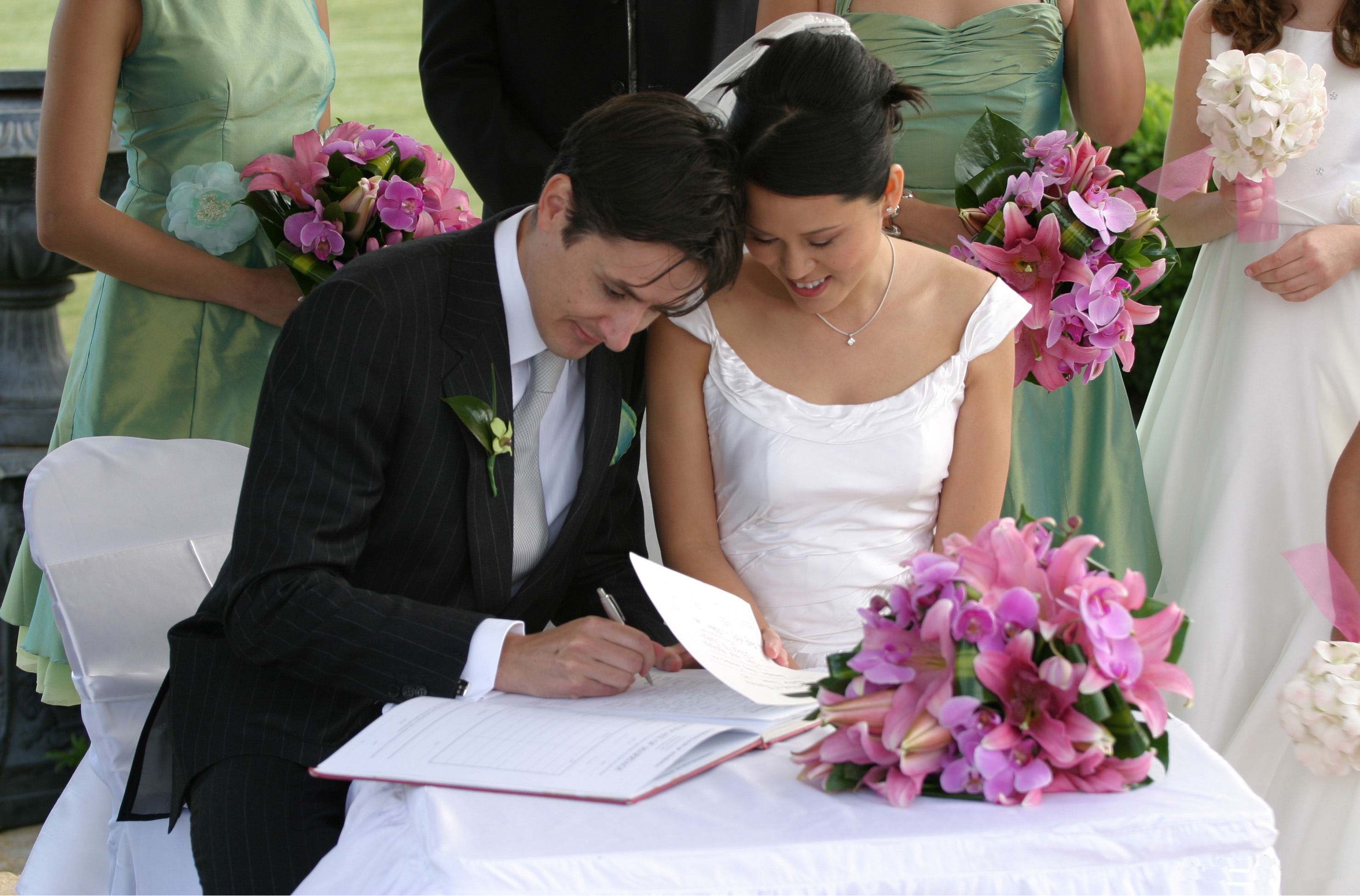
Os noivos assinam o livro de casamento

Em  7 de março de 1888, a princesa Isabel, então regente, promulgou o decreto nº 9886, regulamentando o registro civil em que o casamento em celebração religiosa, de qualquer religião, também teria efeitos civis. No dia 24 de janeiro de 1890, foi promulgado, pelo marechal Deodoro da Fonseca, chefe do governo provisório da então República dos Estados Unidos do Brasil, o Decreto nº 181, alterando a legislação anterior sobre o casamento civil no país.
Atualmente, o casamento é regulamentado pelo Código Civil brasileiro de 2002. Ele é necessariamente monogâmico e pode ser celebrado por casais heteroafetivos ou homoafetivos; via de regra, a idade mínima dos noivos (idade núbil) é de 16 anos. É um contrato bilateral e solene realizado entre as partes com o intuito de constituir família com uma completa comunhão de vida.

#### Regime de bens
No Brasil, os principais regimes de bens são:
- Comunhão universal ou total de bens — todos os bens, passados e futuros, pertencem igualmente a ambos os cônjuges.
- Comunhão parcial de bens — todos os bens adquiridos a título oneroso após a realização do casamento pertencem igualmente ao casal, mantendo-se incomunicáveis os bens adquiridos antes do casamento e, mesmo após a vigência do casamento, os bens recebidos com cláusula de incomunicabilidade, os provenientes de doação gratuita, herança e os bens incomunicáveis que forem sub-rogados.
- Separação absoluta ou total de bens — pode ser dividido em separação convencional de bens e separação legal ou obrigatória de bens. O primeiro, que encontra previsão legal nos artigos 1 687 e 1 688 do Código Civil, dispõe que ambos os cônjuges poderão, livremente, alienar ou gravar os seus bens, ainda que se tratem de bens imóveis, observando o que fora estipulado no pacto antenupcial, sendo desnecessária a outorga do outro cônjuge. Já o segundo, previsto no artigo 1 641 da atual codificação privada, restringe a autonomia dos contraentes em dispor sobre os seus bens, sendo obrigatória a sua imposição nas hipóteses de: pessoas que venham a contrair matrimônio e incidam em alguma das causas suspensivas previstas no artigo 1 523 do CC; casamento celebrado por pessoa maior de 70 anos; dependência de suprimento judicial para casar-se.[2]
- Participação final nos aquestos — é um sistema misto, pois, enquanto durar o casamento, cada cônjuge tem a exclusiva administração de seu patrimônio pessoal. Após a dissolução da sociedade conjugal, apuram-se os bens de cada cônjuge, cabendo, a cada um, metade dos adquiridos na constância do casamento.

#### Casamento civil com estrangeiros
O artigo 7º da Lei de introdução às normas do direito brasileiro (LINDB) diz que são, passíveis de regulamentação pela lei brasileira, os seguintes casamentos:
- Feitos entre brasileiros no Brasil.
- Feito entre brasileiro e estrangeiro no Brasil.
- Feito entre brasileiros fora do Brasil, ou feito entre brasileiro e estrangeiro fora do Brasil (devem ser feitos na sede do consulado brasileiro no país [artigo 18 da LINDB]).

O regime de bens, legal ou convencional, obedece à lei do país em que tiverem, os nubentes, domicílio e, se for este diverso, à do primeiro domicílio conjugal. O casamento civil entre pessoas do mesmo sexo foi regulamentado em todo o território brasileiro por decisão do Conselho Nacional de Justiça (CNJ) no dia 14 de maio de 2013 (Resolução CNJ 175), o qual se encontra em pleno vigor.

#### Da capacidade para o casamento no Código Civil Brasileiro
O Código Civil brasileiro regula no seu Capítulo II do artigo 1 517 ao artigo 1 520 acerca da capacidade para o casamento:
- Artigo 1 517. O homem e a mulher com dezesseis anos podem casar, exigindo-se autorização de ambos os pais, ou de seus representantes legais, enquanto não atingida a maioridade civil.
- Parágrafo único. Se houver divergência entre os pais, aplica-se o disposto no parágrafo único do artigo 1 631.
- Artigo 1 518. Até a celebração do casamento, podem os pais ou tutores revogar a autorização.
- Artigo 1 519. A denegação do consentimento, quando injusta, pode ser suprida pelo juiz.
- Artigo 1 520. Excepcionalmente, será permitido o casamento de quem ainda não alcançou a idade núbil (artigo 1 517), para evitar imposição ou cumprimento de pena criminal ou em caso de gravidez.

#### Impedimentos matrimoniais no Código Civil Brasileiro
No direito brasileiro, o Código Civil disciplina diversas questões relacionadas ao direito de família.
A partir disso, para manter as regras de constituição de família estabelecidas pelo legislador, os impedimentos matrimoniais são circunstâncias que impossibilitam a realização do casamento. Logo, o principal objetivo do legislador ao tratar do tema é proteger a sociedade de ameaça à sua estrutura ou aos princípios básicos em que ela se assenta.
Primeiramente, é preciso diferenciar impedimento de incapacidade. Flávio Tartuce (2015) afirma que, na incapacidade, a pessoa está impedida de realizar certos atos civis, impedindo que a pessoa case com qualquer pessoa que seja. Em contrapartida a isto, o impedimento, ou melhor, as causas impeditivas do casamento, atingem pessoas e situações específicas, é um problema de legitimação, na qual as partes estarão a qualquer modo impedidas de celebrar o casamento. Ou seja, são detentoras da capacidade de contrair matrimônio em geral, no entanto, encontram-se impedidas por norma legal de celebrá-lo em determinadas circunstâncias trazidas pela lei.
Além disso, não se deve confundir as causas impeditivas com as causas suspensivas. Tartuce afirma o impedimento como uma questão de legitimação: por isso, se tais pessoas ilegítimas para celebrar o casamento mesmo assim o fizerem, este nunca terá validade, em razão da ilegitimidade das partes. Compreendendo uma causa vitalícia, que acompanha a pessoa, e que jamais poderá se desvirtuar dessas condições. Enquanto, nas causas suspensivas, se têm hipóteses geradas de situações específicas que impedem temporariamente que a pessoa celebre um casamento, não se relacionando com legitimidade. Logo, caso este casamento seja realizado, será plenamente válido.
Conforme o Capítulo III, do Código Civil, ao tratar da matéria, o artigo 1 521 dispõe que:
Não podem casar:
- I - os ascendentes com os descendentes, seja o parentesco natural ou civil;
- II - os afins em linha reta;
- III - o adotante com quem foi cônjuge do adotado e o adotado com quem o foi do adotante;
- IV - os irmãos, unilaterais ou bilaterais, e demais colaterais, até o terceiro grau inclusive;
- V - o adotado com o filho do adotante;
- VI - as pessoas casadas;
- VII - o cônjuge sobrevivente com o condenado por homicídio ou tentativa de homicídio contra o seu consorte.

A partir disso, observa-se que os impedimentos são agrupados em três grupos: impedimentos resultantes de parentesco; impedimentos resultante de casamento anterior e impedimentos resultante de crime.
Impedimentos resultantes de parentesco
- Os ascendentes com os descendentes, seja o parentesco natural ou civil;
- Os afins em linha reta;
- O adotante com quem foi cônjuge do adotado e o adotado com quem o foi do adotante;
- Os irmãos unilaterais ou bilaterais, e demais colaterais até o terceiro grau;
- O adotado com o filho do adotante.

Impedimentos resultantes de casamento anterior
- As pessoas casadas.

Impedimentos resultantes de crime
- O cônjuge sobrevivente com o condenado por homicídio ou tentativa de homicídio contra o seu companheiro.

Salienta-se que trata-se de matéria de ordem pública e, por isso, o casamento será nulo, sendo imprescritível e podendo o crime ser desconhecido até o momento da celebração do casamento. No caso, o juiz ou oficial de registro que tiver conhecimento da existência de algum impedimento, será obrigado a declará-lo. Além destes, poderá ser oposto por qualquer pessoa capaz, até o momento da celebração do casamento, conforme o artigo 1 522.

### Em Portugal
Legalmente (artigo 1 577 do Código Civil português), o casamento "é o contrato celebrado entre duas pessoas que pretendem constituir família mediante uma plena comunhão de vida".
A legislação aplicável ao casamento em Portugal é:
- Código Civil (artigos 1 587º a 1 772º).
- Código do Registo Civil (decreto-lei nº 131/95 de 6 de Junho, com as alterações introduzidas pelo decreto-lei nº 36/97, de 31 de Janeiro).
- Portaria nº 996/98, de 25 de Novembro.

A idade mínima dos cônjuges é de 18 anos.
O casamento civil entre pessoas do mesmo sexo entrou em vigor em Junho de 2010, tendo ocorrido o primeiro no dia 7 de Junho de 2010, representando, nos quatro primeiros meses, menos de 1% de todos os casamentos realizados nesse período de tempo.

#### Regime de bens
A lei Portuguesa prevê três tipos de regimes de bens no ato do matrimónio:
- Regime geral de bens - Neste regime de matrimónio, todos os bens de ambos os nubentes passam a pertencer ao casal. O casal é encarado como uma única entidade detentora de todos os bens, mesmo aqueles que cada um dos nubentes detinha antes do casamento. Em caso de separação, tudo será dividido pelos dois.
- Comunhão de bens adquiridos - Neste regime de bens, existe separação de bens apenas nos bens que os nubentes já possuíam antes do casamento, sendo que os bens que cada um adquire após o casamento pertencem ao casal.
- Separação de bens - Neste regime, apesar de se efetuar um matrimónio, em sede de propriedade de bens existe uma total separação. Neste regime, cada nubente mantém como apenas seu quer os bens que levou para o casamento, como também aqueles que adquiriu após o casamento. Este regime é obrigatório quando um dos nubentes tem idade idêntica ou superior a 60 anos.

## Direito Romano[7]
São encontradas duas definições de casamento no Corpus Iuris Civilis. A primeira é atribuída a Modestino: "As núpcias são a união do homem e da mulher, o consórcio de toda a vida, a comunicação do direito divino e humano.", outra a constante das Institutas em que é dito que as núpcias ou "matrimônio, são a união do homem e da mulher, a qual encerra comunhão indivisível de vida."
Para que, em Roma, o casamento pudesse ser considerado legítimo, era preciso a observância de certos requisitos. Segundo Ulpiano, o casamento é legítimo se entre os que o contraem existe conubium, e se o homem é púbere e a mulher núbil, e se um e outro, se são sui iuris, consentem, ou, se alieni iuris, também seus pais. Logo, os requisitos eram: consentimento, puberdade, e conubium. No conubium se incluía a condição da monogamia. Júlio César e Valentiniano I tentaram, sem sucesso, admitir a poligamia entre os romanos.
A nubilidade fixou-se para a mulher desde os 12 anos e, no direito justiniano, se estabeleceu a idade de 14 anos para o homem. O Conubium pressupunha a liberdade, a cidadania, monogamia e estar fora do serviço militar. Até 445 a. C., era proibido o casamento entre patrícios e plebeus.

### Impedimentos para o matrimônio
No Império Romano, eram impedimentos para o matrimônio:
- O adultério. A mulher condenada por adultério não podia contrair outro matrimônio. No direito justiniano, essa regra foi atenuada para impedir o matrimônio apenas com o cúmplice.
- O tutor e o curador, seus ascendentes e descendentes, com o tutelado e o curatelado.
- O funcionário romano com mulher nascida na província por ele administrada.
- Raptor e raptada, ainda que com o consentimento dela.
- Os provincianos não podiam se casar com bárbara e os gentios com provinciana: esta regra foi abolida por Justiniano.
- Os cristãos com os judeus, durante o período pós-Constantino, e também os religiosos que haviam feito voto de castidade e os admitidos às ordens superiores. No direito justinianeu, havia o impedimento de casarem-se padrinho e afilhado.